# Manshausen
Manshausen war ein Wohnplatz auf dem Gebiet der heutigen Gemeinde Kürten im Rheinisch-Bergischen Kreis.

## Lage und Beschreibung
Der Ort lag zwischen Dörnchen und Mittel Enkeln. Bei ihm entspringt ein Zufluss des Altenbachs.

## Geschichte
Der Ort ist auf der Topographischen Aufnahme der Rheinlande von 1824 als Manses verzeichnet.
Auf der Preußischen Uraufnahme 1840 ist er nicht mehr namentlich verzeichnet. Auf späteren Karten ist er nicht mehr eingezeichnet.
1822 lebten neun Menschen im als Haus kategorisierten und Manshausen bezeichneten Ort.
1830 hatte der Ort neun Einwohner und wurde mit Manshausen bezeichnet. Er gehörte zur Bürgermeisterei Olpe, allerdings zur Pfarrgemeinde Kürten.